# René Manuel García
René Manuel García García (Cunco, 24 de mayo de 1950) es un perito agrícola y político chileno, militante del partido Renovación Nacional (RN). Se desempeñó como diputado por el Distrito N.º 23, Región de la Araucanía. Anteriormente ejerció como diputado por el Distrito N.° 52 durante siete periodos consecutivos, entre 1990 y 2018.

## Biografía
Nació el 24 de mayo de 1950, en Cunco, Región de la Araucanía. Hijo del parlamentario Gregorio René García Sabugal y Sonia Isabel García González. Realizó sus estudios primarios y secundarios en el Liceo Juan Bosco de Cunco, en el Colegio La Salle y en el Colegio Bautista de Temuco. Continuó sus estudios en el Instituto Superior de Agricultura Adolfo Matthei de Osorno, donde obtuvo el título de Perito Agrícola, en 1974.
Está casado con Pamela López y es padre de tres hijos.
En 1985, trabajó en el Grupo de Transferencia Tecnológica (GTT) de Cunco, dedicado a entregar información de los adelantos agropecuarios a los agricultores de la zona. También se desempeñó como miembro de la Comisión de Caminos del Consejo de Desarrollo Comunal de Cunco (Codeco), el primero que se constituyó en el país. Junto con ejercer su profesión en forma independiente.
Entre 1987 a 1989, presidió el Club de Huasos de Cunco.

## Carrera política
Su carrera política comenzó en su época de estudiante cuando se integró a la Juventud del Partido Nacional (JPN), Comando Rolando Matus.
En 1987, se incorporó como militante al partido Renovación Nacional (RN). Al año siguiente, ocupó el cargo de presidente zonal del Comité Cívico por el SÍ, para la campaña del plebiscito del 5 de octubre de 1988.
En 1989, ganó un cupo en la Cámara de Diputados, representando a RN, por la Región de la Araucanía, Distrito N.° 52, correspondiente a las comunas de Cunco, Curarrehue, Gorbea, Loncoche, Pucón, Villarrica y Toltén, para el periodo legislativo 1990 a 1994. Durante su gestión, integró las comisiones permanentes de Obras Públicas, Transportes y Telecomunicaciones; y de Trabajo y Seguridad Social. Además de las comisiones especiales de Pueblos Indígenas; de Igualdad de Cultos en Chile; y de Régimen Jurídico de las Aguas.
En diciembre de 1993, obtuvo su reelección por el mismo distrito, para el periodo legislativo 1994 a 1998. Integró las comisiones permanentes de Obras Públicas, Transportes y Telecomunicaciones; y Vivienda y Desarrollo Urbano. Junto con las comisiones investigadoras de Irregularidades en el Servicio de Aduanas; y de Irregularidades en la Empresa Nacional del Carbón (Enacar).
En diciembre de 1997, logró un tercer periodo representando a su partido por el mismo distrito, para el periodo legislativo 1998 a 2002. Continuó integrando las comisiones permanentes de Obras Públicas, Transportes y Telecomunicaciones; y de Vivienda y Desarrollo Urbano. En diciembre de 2001, mantuvo su escaño por el mismo Distrito, para el periodo legislativo 2002 a 2006. Nuevamente trabajó en las comisiones permanentes de Obras Públicas, Transportes y Telecomunicaciones; y Vivienda y Desarrollo Urbano.
En diciembre de 2005, logró su quinta reelección, para el período legislativo 2006 a 2010. Continuó integrando las comisiones permanentes de Vivienda y Desarrollo Urbano; y Obras Públicas, Transportes y Telecomunicaciones. Participó en la Comisión Investigadora sobre Irregularidades en Ferrocarriles del Estado; y la Comisión Especial de Turismo. También formó parte de los grupos interparlamentarios chileno-australiano, chileno-británico, chileno-ecuatoriano, chileno-francés, chileno-helénico, chileno-italiano, chileno-ucraniano y chileno-sudcoreano. En misiones al extranjero, visitó Canadá como invitado del Parlamento de dicho país.
En diciembre de 2009, fue reconfirmado para un nuevo periodo (2010-2014) por el mismo distrito. Ha sido presidente de la Comisión Permanente de Obras Públicas, Transportes y Telecomunicaciones. Integrante de la Comisión Permanente de Vivienda y Desarrollo Urbano; y de Recursos Hídricos, Desertificación y Sequía. Forma parte del comité parlamentario de Renovación Nacional.
En las elecciones parlamentarias de noviembre de 2013, fue reelecto como diputado por el Distrito N.º 52, en representación del partido Renovación Nacional, por el periodo 2014-2018.

## Historia electoral

### Elecciones parlamentarias de 1989
- Elecciones parlamentarias de 1989, a diputado por el Distrito 52 (Cunco, Curarrehue, Gorbea, Loncoche, Pucón, Toltén y Villarrica)[1]

| Candidato                  | Pacto                          | Partido | Votos  | %     | Resultado |
| -------------------------- | ------------------------------ | ------- | ------ | ----- | --------- |
| Mario Acuña Cisternas      | Concertación por la Democracia | DC      | 18 623 | 29,75 | Diputado  |
| René Manuel García García  | Democracia y Progreso          | RN      | 18 305 | 29,24 | Diputado  |
| Amador Zerene              | Democracia y Progreso          | RN      | 8274   | 13,22 |           |
| Herácleo Cárdenas Soto     | Partido del Sur                | ILC     | 5944   | 9,50  |           |
| Raúl Alarcón Rojas         | Concertación por la Democracia | PH      | 3872   | 6,19  |           |
| Mario Raiman               | Partido Nacional               | ILF     | 3732   | 5,96  |           |
| Efraín Nahuelpán Nahuelpán | Partido del Sur                | ILC     | 2469   | 3,94  |           |
| Sergio Mercado             | Independiente (Fuera De Pacto) | IND     | 1377   | 2,20  |           |

### Elecciones parlamentarias de 1993
- Elecciones parlamentarias de 1993, a diputado por el Distrito 52 (Cunco, Curarrehue, Gorbea, Loncoche, Pucón, Toltén y Villarrica)[2]

| Candidato                  | Pacto                                | Partido | Votos  | %     | Resultado |
| -------------------------- | ------------------------------------ | ------- | ------ | ----- | --------- |
| René Manuel García García  | Unión por el Progreso de Chile       | RN      | 24 914 | 39,45 | Diputado  |
| Mario Acuña Cisternas      | Concertación por la Democracia       | DC      | 23 013 | 36,44 | Diputado  |
| Bernardo Espinosa Martínez | Unión por el Progreso de Chile       | UCC     | 6998   | 11,08 |           |
| Carlos Apara Álamo         | Concertación por la Democracia       | ILD     | 5667   | 10,43 |           |
| Sófocres Ruiz Amigo        | Alternativa Democrática de Izquierda | PC      | 1601   | 2,53  |           |
| Ramón Vega González        | La Nueva Izquierda                   | AHV     | 747    | 1,18  |           |

### Elecciones parlamentarias de 1997
- Elecciones parlamentarias de 1997, a diputado por el Distrito 52 (Cunco, Curarrehue, Gorbea, Loncoche, Pucón, Toltén y Villarrica)[3]

| Candidato                 | Pacto                          | Partido | Votos  | %     | Resultado |
| ------------------------- | ------------------------------ | ------- | ------ | ----- | --------- |
| René Manuel García García | Unión por Chile                | RN      | 24 752 | 45,57 | Diputado  |
| Mario Acuña Cisternas     | Concertación por la Democracia | PDC     | 18 142 | 33,40 | Diputado  |
| Jorge Romero Fuentes      | Concertación por la Democracia | PS      | 5667   | 10,43 |           |
| Mariana Córdova Salazar   | Unión por Chile                | UDI     | 2990   | 5,51  |           |
| Sergio San Martín Muñoz   | La Izquierda                   | PC      | 1427   | 2,63  |           |
| Minerva Vargas González   | Partido Humanista              | PH      | 1336   | 2,46  |           |

### Elecciones parlamentarias de 2001
- Elecciones parlamentarias de 2001, a diputado por el Distrito 52 (Cunco, Curarrehue, Gorbea, Loncoche, Pucón, Toltén y Villarrica)[4]

| Candidato                   | Pacto                          | Partido | Votos  | %     | Resultado |
| --------------------------- | ------------------------------ | ------- | ------ | ----- | --------- |
| René Manuel García García   | Alianza por Chile              | RN      | 23 370 | 38,43 | Diputado  |
| Fernando Meza Moncada       | Concertación por la Democracia | PRSD    | 16 781 | 27,59 | Diputado  |
| Mario Acuña Cisternas       | Concertación por la Democracia | PDC     | 11 694 | 19,23 |           |
| Juan Kaiser Wagner          | Alianza por Chile              | UDI     | 7723   | 12,70 |           |
| Mauricio Teillier Del Valle | Partido Comunista              | PC      | 1245   | 2,05  |           |

### Elecciones parlamentarias de 2005
- Elecciones parlamentarias de 2005, a diputado por el Distrito 52 (Cunco, Curarrehue, Gorbea, Loncoche, Pucón, Toltén y Villarrica)[5]

| Candidato                    | Pacto                         | Partido | Votos  | %     | Resultado |
| ---------------------------- | ----------------------------- | ------- | ------ | ----- | --------- |
| Fernando Meza Moncada        | Concertación Democrática      | PRSD    | 25 000 | 38,15 | Diputado  |
| René Manuel García García    | Alianza                       | RN      | 24 453 | 37,32 | Diputado  |
| Mario Acuña Cisternas        | Concertación Democrática      | PDC     | 8780   | 13,40 |           |
| Alejandro Martini Iriarte    | Alianza                       | UDI     | 4084   | 6,23  |           |
| Francisco Painevilo Lincoñir | Juntos Podemos Más            | PC      | 905    | 1,38  |           |
| Pablo González Cueto         | Juntos Podemos Más            | PH      | 677    | 1,03  |           |
| Miguel Ángel Arteaga Cares   | Fuerza Regional Independiente | ANI     | 1624   | 2,48  |           |

### Elecciones parlamentarias de 2009
- Elecciones parlamentarias de 2009, a diputado por el Distrito 52 (Cunco, Curarrehue, Gorbea, Loncoche, Pucón, Toltén y Villarrica)[6]

| Candidato                    | Pacto                         | Partido | Votos  | %     | Resultado |
| ---------------------------- | ----------------------------- | ------- | ------ | ----- | --------- |
| Fernando Meza Moncada        | Concertación y Juntos Podemos | PRSD    | 22 116 | 32,72 | Diputado  |
| René Manuel García García    | Coalición por el Cambio       | RN      | 20 726 | 30,66 | Diputado  |
| Erwin Gudenschwager Jiménez  | Coalición por el Cambio       | UDI     | 10 686 | 15,81 |           |
| Andrés Jouannet Valderrama   | Concertación y Juntos Podemos | PDC     | 8988   | 13,30 |           |
| Patricia Mena Vera           | Chile Limpio. Vote Feliz      | PRI     | 2195   | 3,25  |           |
| Sergio Mora Hernández        | Nueva Mayoría para Chile      | ILC     | 1427   | 2,11  |           |
| Francisco Painevilo Lincoñir | Chile Limpio. Vote Feliz      | PRI     | 782    | 1,16  |           |
| Eladio Candia Gajardo        | Nueva Mayoría para Chile      | PH      | 671    | 0,99  |           |

### Elecciones parlamentarias de 2013
- Elecciones parlamentarias de 2013, a diputado por el Distrito 52 (Cunco, Curarrehue, Gorbea, Loncoche, Pucón, Toltén y Villarrica)[7]

| Candidato                 | Pacto             | Partido | Votos  | %     | Resultado |
| ------------------------- | ----------------- | ------- | ------ | ----- | --------- |
| Fernando Meza Moncada     | Nueva Mayoría     | PRSD    | 19 392 | 31,97 | Diputado  |
| René Manuel García García | Alianza           | RN      | 14 363 | 23,68 | Diputado  |
| Francisco Reyes Salgado   | Alianza           | UDI     | 13 937 | 22,97 |           |
| José Montalva Feuerhake   | Nueva Mayoría     | PPD     | 11 197 | 18,46 |           |
| José Castro Méndez        | Partido Humanista | PH      | 1761   | 2,90  |           |

### Elecciones parlamentarias de 2017
- Elecciones parlamentarias de 2017 a Diputados por el distrito 23 (Carahue, Cholchol, Cunco, Curarrehue, Freire, Gorbea, Loncoche, Nueva Imperial, Padre Las Casas, Pitrufquén, Pucón, Saavedra, Temuco, Teodoro Schmidt, Toltén y Villarrica)[8]

| Candidato                  | Pacto                    | Partido | Votos  | %    | Resultados |
| -------------------------- | ------------------------ | ------- | ------ | ---- | ---------- |
| René Saffirio Espinoza     | Independiente            | IND     | 38 469 | 17.1 | Diputado   |
| Andrés Molina Magofke      | Chile Vamos              | EVO     | 23 903 | 10.7 | Diputado   |
| René Manuel García García  | Chile Vamos              | RN      | 23 079 | 10.3 | Diputado   |
| Ricardo Celis Araya        | La Fuerza de la Mayoría  | PPD     | 16 325 | 7.3  | Diputado   |
| José Montalva Feuerhake    | La Fuerza de la Mayoría  | PPD     | 13 737 | 6.1  |            |
| Miguel Mellado Suazo       | Chile Vamos              | RN      | 13 701 | 6.1  | Diputado   |
| Fernando Meza Moncada      | La Fuerza de la Mayoría  | PRSD    | 13 632 | 6.1  | Diputado   |
| Henry Leal Bizama          | Chile Vamos              | UDI     | 11 610 | 5.3  |            |
| Andrés Jouannet Valderrama | Convergencia Democrática | PDC     | 8152   | 3.6  |            |
| Sebastián Álvarez Ramírez  | Chile Vamos              | EVO     | 5313   | 2.4  | Diputado   |
| Felipe Valdebenito Leiva   | Frente Amplio            | PH      | 5313   | 2.4  |            |
| Mario González Rebolledo   | La Fuerza de la Mayoría  | PRSD    | 4641   | 2.1  |            |